# ولادیمیر کورنف
ولادیمیر کورنف (روسی: Влади́мир Бори́сович Ко́ренев؛ ۲۰ ژوئن ۱۹۴۰ – ۲ ژانویهٔ ۲۰۲۱) بازیگر اهل اتحاد جماهیر شوروی سوسیالیستی بود.
از فیلم‌ها یا برنامه‌های تلویزیونی که وی در آن نقش داشته‌است می‌توان به آزادی اشاره کرد.
وی همچنین برندهٔ جوایزی همچون هنرمند مردمی روسیه شده‌است.
وی در ۲ ژانویه ۲۰۲۱ بر اثر ابتلا به کرونا درگذشت.